# Chorozinho
Chorozinho este un oraș în statul Ceará (CE) din Brazilia.